# Jean Baptiste Perrin
Jean Baptiste Perrin (Lilla, 30 settembre 1870 – New York, 17 aprile 1942) è stato un fisico francese.
Studiò all'École Normale Supérieure, divenendo assistente nel periodo 1894-97, quando iniziò a studiare i raggi catodici e i raggi X. Ottenne il diploma di docteur ès sciences nel 1897, anno in cui gli fu affidata il ruolo di lettore di chimica fisica alla Sorbona. Divenne professore di quell'università nel 1910, mantenendo il suo ruolo fino a dopo l'occupazione tedesca. Determinò la costante di Avogadro.

## Scritti

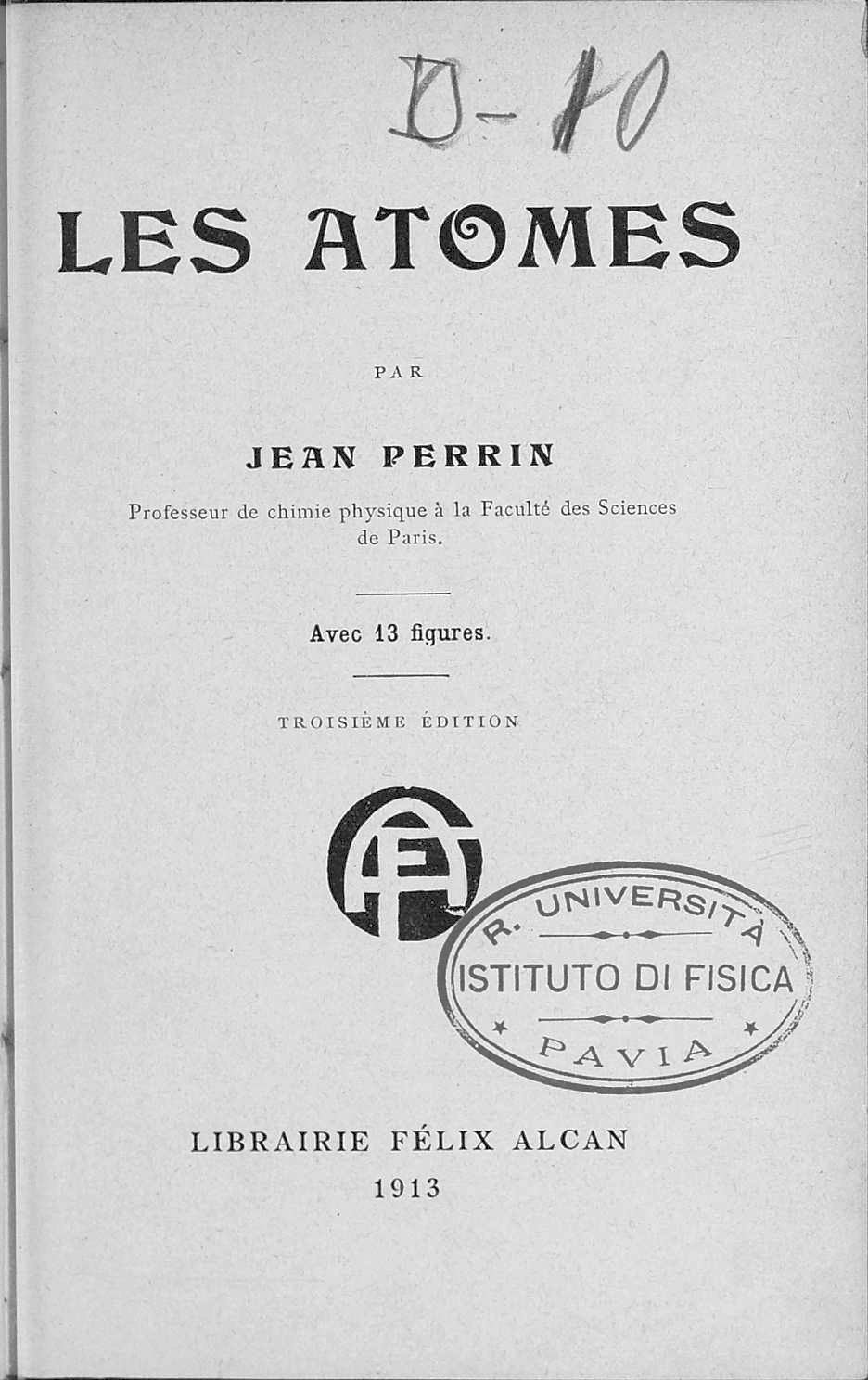
Atomes, 1913

- (EN)  Atoms (London : Constable, 1916) (traduzione di Les Atomes)

Misurò la dimensione dell'atomo = 100 milioni di atomi in un cm (riferito da Isaac Asimov in "Atom" 1991).